# Nederlandse Rode Lijst (korstmossen)
De Rode Lijst korstmossen was voorheen opgenomen in het besluit Rode Lijst korstmossen en nu in het besluit Rode Lijsten.
De Rode Lijsten worden regelmatig, bijvoorbeeld eens in de tien jaar, bijgewerkt. Minister Cees Veerman van Landbouw, Natuur en Voedselkwaliteit heeft op 4 november 2004 de toenmalige Rode Lijsten voor bedreigde dier- en plantensoorten vastgesteld. Deze Rode Lijst voor korstmossen bevat 323 soorten. Ze is gebaseerd op een basisrapport dat werd opgesteld door de Bryologische en Lichenologische Werkgroep, die gegevens bijhoudt over het voorkomen van korstmossen in Nederland.
De Rode Lijst korstmossen is aangepast op het punt van de opgenomen variëteiten. Volgens de criteria worden alleen soorten en hun ondersoorten beoordeeld; nog kleinere verschillen binnen een soort (beschreven als variëteiten) worden niet beschouwd. Daarom zijn variëteiten niet meer genoemd en zijn de twee variëteiten van Cladonia squamosa samengenomen. Micarea osloensis is van de Rode Lijst afgevoerd en Rinodina conradii is verplaatst van de categorie 'gevoelig' naar de categorie 'bedreigd'.
Op de Rode Lijsten staan, naast de bedreigde soorten, beschermingsmaatregelen om deze soorten weer in aantal te laten toenemen. Doordat overheden en terreinbeherende organisaties bij hun beleid en beheer rekening houden met de Rode Lijsten wordt gehoopt dat van de nu bedreigde organismen er over tien jaar een aantal niet meer bedreigd zullen zijn en dus van de Rode Lijst afgevoerd kunnen worden.
Op 15 oktober 2015 werd de nieuwe Rode Lijst Korstmossen uit het Basisrapport 2011 vastgesteld door toenmalig Staatssecretaris van Economische Zaken Sharon Dijksma. De lijst omvat 311 soorten (dit is 46% van de 683 soorten die zich in Nederland regelmatig voortplanten). De bescherming is van kracht sinds 1 januari 2016.

## Status
Er worden voor Nederland acht statuscategorieën onderscheiden:
- uitgestorven op wereldschaal
- in het wild uitgestorven op wereldschaal
- verdwenen uit Nederland
- in het wild verdwenen uit Nederland
- ernstig bedreigd
- bedreigd
- kwetsbaar
- gevoelig

## De soorten op de Rode Lijst van 2015
| Nederlandse naam              | Wetenschappelijke naam            | Status           |
| ----------------------------- | --------------------------------- | ---------------- |
| Bleek avocadomos              | Parmeliopsis hyperopta            | verdwenen        |
| Bleek paardenhaarmos          | Bryoria subcana                   | verdwenen        |
| Bleekgeel boerenkoolmos       | Flavocetraria nivalis             | verdwenen        |
| Bleke bosschotelkorst         | Lecanora albellula                | verdwenen        |
| Boomabrikoosjeskorst          | Gyalecta truncigena               | verdwenen        |
| Bosknoopjeskorst              | Bacidia circumspecta              | verdwenen        |
| Boslichtje                    | Mycobilimbia pilularis            | verdwenen        |
| Donker boerenkoolmos          | Cetraria sepincola                | verdwenen        |
| Donkere steendaalder          | Diploschistes caesioplumbeus      | verdwenen        |
| Donkere tufkrijtkorst         | Placidium rufescens               | verdwenen        |
| Doolhof-schriftmos            | Graphina anguina                  | verdwenen        |
| Droog schorssteeltje          | Chaenotheca xyloxena              | verdwenen        |
| Duinabrikoosjeskorst          | Gyalecta flotowii                 | verdwenen        |
| Duinoogje                     | Micarea melaena                   | verdwenen        |
| Dunne zeestippelkorst         | Verrucaria sandstedei             | verdwenen        |
| Echt rendiermos               | Cladonia rangiferina              | verdwenen        |
| Erwtensoepkorst               | Loxospora elatina                 | verdwenen        |
| Fijn grondzwelmos             | Leptogium tenuissimum             | verdwenen        |
| Fraai bekermos                | Cladonia deformis                 | verdwenen        |
| Geel bekermos                 | Cladonia sulphurina               | verdwenen        |
| Geel boomzonnetje             | Caloplaca cerinelloides           | verdwenen        |
| Geelgrijze poederkorst        | Lepraria eburnea                  | verdwenen        |
| Gelig baardmos                | Usnea flavocardia                 | verdwenen        |
| Gelobde heikorst              | Baeomyces placophyllus            | verdwenen        |
| Gestippeld lichtvlekje        | Phlyctis agelaea                  | verdwenen        |
| Gezwollen schubjesmos         | Hypocenomyce caradocensis         | verdwenen        |
| Glad navelmos                 | Umbilicaria polyphylla            | verdwenen        |
| Glanzend baardmos             | Usnea glabrata                    | verdwenen        |
| Gleuftakmos                   | Ramalina calicaris                | verdwenen        |
| Grijs paardenhaarmos          | Bryoria capillaris                | verdwenen        |
| Groot eikenmos                | Evernia divaricata                | verdwenen        |
| Groot olievlekje              | Porina borreri                    | verdwenen        |
| Hardhoutkorst                 | Lecidea huxariensis               | verdwenen        |
| Heidestippel                  | Thrombium epigaeum                | verdwenen        |
| Knikkerpotje                  | Solorina saccata                  | verdwenen        |
| Konijnenschotelkorst          | Rinodina conradii                 | verdwenen        |
| Krijtschorsvlekje             | Arthonia galactites               | verdwenen        |
| Lang baardmos                 | Usnea ceratina                    | verdwenen        |
| Mergelvreter                  | Bilimbia lobulata                 | verdwenen        |
| Onopvallende schotelkorst     | Rinodina pyrina                   | verdwenen        |
| Oranje boomzonnetje           | Caloplaca cerina                  | verdwenen        |
| Oranje kalkporie              | Hymenelia ceracea                 | verdwenen        |
| Regenbaankorst                | Bacidia incompta                  | verdwenen        |
| Rood baardmos                 | Usnea rubicunda                   | verdwenen        |
| Rood schorsvlekje             | Arthonia cinnabarina              | verdwenen        |
| Roze abrikoosjeskorst         | Gyalecta derivata                 | verdwenen        |
| Smalle zeestippelkorst        | Verrucaria paulula                | verdwenen        |
| Soredieus speldenkussentje    | Pertusaria multipuncta            | verdwenen        |
| Steenspijkerdrager            | Protoparmelia badia               | verdwenen        |
| Teer baardmos                 | Usnea fragilescens                | verdwenen        |
| Texels mos                    | Gyalidea psammoica                | verdwenen        |
| Texelse citroenkorst          | Caloplaca alstrupii               | verdwenen        |
| Tufsterretje                  | Solenopsora candicans             | verdwenen        |
| Vals speldenkussentje         | Thelenella modesta                | verdwenen        |
| Valse bosschotelkorst         | Lecanora sarcopidoides            | verdwenen        |
| Visgraatbaardmos              | Usnea filipendula                 | verdwenen        |
| Waddenknoopjeskorst           | Bacidia scopulicola               | verdwenen        |
| Zadelleermos                  | Peltigera horizontalis            | verdwenen        |
| Zonnetjesbaardmos             | Usnea florida                     | verdwenen        |
| Boomspiraalkorst              | Scoliciosporum chlorococcum       | ernstig bedreigd |
| Bruin paardenhaarmos          | Bryoria fuscescens                | ernstig bedreigd |
| Bruingrijs steenschildmos     | Parmelia omphalodes               | ernstig bedreigd |
| Dijkdambordje                 | Aspicilia cinerea                 | ernstig bedreigd |
| Dijkenblauwkorst              | Porpidia cinereoatra              | ernstig bedreigd |
| Donkerbruin steenschildmos    | Parmelia discordans               | ernstig bedreigd |
| Donkere citroenkorst          | Caloplaca variabilis              | ernstig bedreigd |
| Doornig heidestaartje         | Cladonia squamosa                 | ernstig bedreigd |
| Duinknikker                   | Pyrenula chlorospila              | ernstig bedreigd |
| Eierdooiermos                 | Fulgensia fulgens                 | ernstig bedreigd |
| Etagekorrelloof               | Stereocaulon dactylophyllum       | ernstig bedreigd |
| Geel boerenkoolmos            | Vulpicida pinastri                | ernstig bedreigd |
| Gelobd dambordje              | Aspicilia radiosa                 | ernstig bedreigd |
| Gestreepte zeestippelkorst    | Verrucaria striatula              | ernstig bedreigd |
| Gevlekt heidestaartje         | Cladonia cornuta                  | ernstig bedreigd |
| Gewelfde schotelkorst         | Lecanora frustulosa               | ernstig bedreigd |
| Gewoon kusttakmos             | Ramalina siliquosa                | ernstig bedreigd |
| Granietspeldenkussentje       | Pertusaria corallina              | ernstig bedreigd |
| Hunebed-navelmos              | Umbilicaria deusta                | ernstig bedreigd |
| IJslands mos                  | Cetraria islandica ssp. islandica | ernstig bedreigd |
| Kalkblaaskorst                | Toninia sedifolia                 | ernstig bedreigd |
| Kapjesspeldenkussentje        | Pertusaria pseudocorallina        | ernstig bedreigd |
| Klein landkaartmos            | Rhizocarpon lecanorinum           | ernstig bedreigd |
| Kust-landkaartmos             | Rhizocarpon richardii             | ernstig bedreigd |
| Lichte kalkstippelkorst       | Polyblastia albida                | ernstig bedreigd |
| Mergelstippelkorst            | Verrucaria foveolata              | ernstig bedreigd |
| Muurkrijtkorst                | Endocarpon pusillum               | ernstig bedreigd |
| Oever-landkaartmos            | Rhizocarpon lavatum               | ernstig bedreigd |
| Opstijgend korrelloof         | Stereocaulon evolutum             | ernstig bedreigd |
| Pijpenragerbaardmos           | Usnea fulvoreagens                | ernstig bedreigd |
| Platte blauwkorst             | Porpidia platycarpoides           | ernstig bedreigd |
| Purperknoopjeskorst           | Bacidia laurocerasi               | ernstig bedreigd |
| Rijstkorrelmos                | Pycnothelia papillaria            | ernstig bedreigd |
| Rivierschotelkorst            | Rinodina oxydata                  | ernstig bedreigd |
| Roze heikorst                 | Dibaeis baeomyces                 | ernstig bedreigd |
| Ruïnekorst                    | Clauzadea monticola               | ernstig bedreigd |
| Saucijs-baardmos              | Usnea articulata                  | ernstig bedreigd |
| Tufkrijtkorst                 | Placidium squamulosum             | ernstig bedreigd |
| Valse muurschotelkorst        | Squamarina cartilaginea           | ernstig bedreigd |
| Zeedakpanmos                  | Anaptychia runcinata              | ernstig bedreigd |
| Zeeëgelkorst                  | Petractis clausa                  | ernstig bedreigd |
| Zeepurperschaaltje            | Lecidella asema                   | ernstig bedreigd |
| Beukenschriftmos              | Opegrapha devulgata               | bedreigd         |
| Bleke knoopjeskorst           | Bacidia arceutina                 | bedreigd         |
| Bolletjes-geleimos            | Collema fuscovirens               | bedreigd         |
| Boskringkorst                 | Pertusaria hemisphaerica          | bedreigd         |
| Bruin boerenkoolmos           | Tuckermanopsis chlorophylla       | bedreigd         |
| Bruin hunebedschildmos        | Xanthoparmelia loxodes            | bedreigd         |
| Bruin landkaartmos            | Rhizocarpon distinctum            | bedreigd         |
| Bruin schorssteeltje          | Chaenotheca brunneola             | bedreigd         |
| Bruine zeekorst               | Arthonia phaeobaea                | bedreigd         |
| Dennenschotelkorst            | Lecanora aitema                   | bedreigd         |
| Dijkenglimschoteltje          | Lecania atrynoides                | bedreigd         |
| Donkere zeestippelkorst       | Verrucaria internigrescens        | bedreigd         |
| Fors rijpmos                  | Physconia distorta                | bedreigd         |
| Gebobbeld leermos             | Peltigera membranacea             | bedreigd         |
| Gelobde zeecitroenkorst       | Caloplaca marina                  | bedreigd         |
| Gemarmerd vingermos           | Physcia aipolia                   | bedreigd         |
| Gevlekte waterstippelkorst    | Verrucaria rheitrophila           | bedreigd         |
| Gewone zeestippelkorst        | Verrucaria erichsenii             | bedreigd         |
| Groene waterstippelkorst      | Verrucaria denudata               | bedreigd         |
| Groot takmos                  | Ramalina fraxinea                 | bedreigd         |
| Heideoogje                    | Micarea lignaria                  | bedreigd         |
| Iepenknoopjeskorst            | Bacidia rubella                   | bedreigd         |
| Iepenwrat                     | Acrocordia gemmata                | bedreigd         |
| Iepenzonnetje                 | Caloplaca luteoalba               | bedreigd         |
| IJsselmeerkorst               | Diplotomma chlorophaeum           | bedreigd         |
| Ingesnoerd baardmos           | Usnea cornuta                     | bedreigd         |
| Klein zwelmos                 | Leptogium biatorinum              | bedreigd         |
| Knotwilgkorst                 | Arthonia muscigena                | bedreigd         |
| Mergelkorst                   | Clauzadea metzleri                | bedreigd         |
| Muurdaalder                   | Diploschistes scruposus           | bedreigd         |
| Naaldenkorst                  | Fellhaneropsis vezdae             | bedreigd         |
| Obscure wadkorst              | Stigmidium marinum                | bedreigd         |
| Oosters schildmos             | Flavopunctelia flaventior         | bedreigd         |
| Peper-en-zout schotelkorst    | Tephromela grumosa                | bedreigd         |
| Rechte knoopjeskorst          | Bacidia phacodes                  | bedreigd         |
| Roze kalkporie                | Hymenelia prevostii               | bedreigd         |
| Ruig leermos                  | Peltigera praetextata             | bedreigd         |
| Sierlijk rendiermos           | Cladonia ciliata                  | bedreigd         |
| Sierlijk schriftmos           | Graphis elegans                   | bedreigd         |
| Stuifzandkorrelloof           | Stereocaulon condensatum          | bedreigd         |
| Tulbandkorst                  | Bagliettoa steineri               | bedreigd         |
| Wimpermos                     | Anaptychia ciliaris ssp. ciliaris | bedreigd         |
| Wollig korrelloof             | Stereocaulon saxatile             | bedreigd         |
| Wrattig schildmos             | Xanthoparmelia verruculifera      | bedreigd         |
| Zwart leermos                 | Peltigera neckeri                 | bedreigd         |
| Zwartbruin schildmos          | Melanelia disjuncta               | bedreigd         |
| Zwarte granietkorst           | Lecidea lithophila                | bedreigd         |
| Zwarte zeestippelkorst        | Verrucaria maura                  | bedreigd         |
| Zwerfsteenkorst               | Lecidea promixta                  | bedreigd         |
| Ananaskorst                   | Pertusaria amara                  | kwetsbaar        |
| Beukenvlekje                  | Arthonia didyma                   | kwetsbaar        |
| Beukenwrat                    | Thelotrema lepadinum              | kwetsbaar        |
| Bleek baardmos                | Usnea hirta                       | kwetsbaar        |
| Bostandpastakorst             | Ochrolechia microstictoides       | kwetsbaar        |
| Bruin boomspijkertje          | Calicium salicinum                | kwetsbaar        |
| Dennenmos                     | Imshaugia aleurites               | kwetsbaar        |
| Dijkensteenschubje            | Acarospora smaragdula             | kwetsbaar        |
| Dijkschotelkorst              | Lecanora rupicola                 | kwetsbaar        |
| Donker muggenstrontjesmos     | Strangospora moriformis           | kwetsbaar        |
| Duinbaardmos                  | Usnea wasmuthii                   | kwetsbaar        |
| Duinbekermos                  | Cladonia pocillum                 | kwetsbaar        |
| Duinknoopjeskorst             | Bacidia bagliettoana              | kwetsbaar        |
| Duinleermos                   | Peltigera ponojensis              | kwetsbaar        |
| Duinrijpmos                   | Physconia perisidiosa             | kwetsbaar        |
| Fijn zwelmos                  | Leptogium pulvinatum              | kwetsbaar        |
| Fraaie citroenkorst           | Caloplaca thallincola             | kwetsbaar        |
| Gebogen rendiermos            | Cladonia arbuscula ssp. arbuscula | kwetsbaar        |
| Geel speldenkussentje         | Pertusaria flavida                | kwetsbaar        |
| Gelobd sterschoteltje         | Trapelia glebulosa                | kwetsbaar        |
| Gespikkelde granietkorst      | Lecidea plana                     | kwetsbaar        |
| Gewoon baardmos               | Usnea subfloridana                | kwetsbaar        |
| Gewoon landkaartmos           | Rhizocarpon geographicum          | kwetsbaar        |
| Glad speldenkussentje         | Pertusaria leioplaca              | kwetsbaar        |
| Gladde zeestippelkorst        | Verrucaria mucosa                 | kwetsbaar        |
| Golvende schotelkorst         | Lecanora intumescens              | kwetsbaar        |
| Granietblauwkorst             | Porpidia macrocarpa               | kwetsbaar        |
| Granietschildmos              | Xanthoparmelia conspersa          | kwetsbaar        |
| Grauwe runenkorst             | Enterographa crassa               | kwetsbaar        |
| Groot boerenkoolmos           | Platismatia glauca                | kwetsbaar        |
| Groot leermos                 | Peltigera canina                  | kwetsbaar        |
| Hamerblaadje                  | Cladonia strepsilis               | kwetsbaar        |
| Hunebedoogje                  | Micarea coppinsii                 | kwetsbaar        |
| Iepenkraterkorst              | Caloplaca ulcerosa                | kwetsbaar        |
| Kalkblaadje                   | Cladonia symphycarpia             | kwetsbaar        |
| Kalkcitroenkorst              | Caloplaca lactea                  | kwetsbaar        |
| Kalkspikkel                   | Strigula taylorii                 | kwetsbaar        |
| Kerkmosterdkorst              | Caloplaca chrysodeta              | kwetsbaar        |
| Klein baardmos                | Usnea esperantiana                | kwetsbaar        |
| Klein leermos                 | Peltigera rufescens               | kwetsbaar        |
| Klein steenschubje            | Myriospora heppii                 | kwetsbaar        |
| Kleine zeepkorst              | Placopsis lambii                  | kwetsbaar        |
| Kleine zeestippelkorst        | Verrucaria halizoa                | kwetsbaar        |
| Knobbelig heidestaartje       | Cladonia cariosa                  | kwetsbaar        |
| Knopjesschildmos              | Parmelina pastillifera            | kwetsbaar        |
| Koele boskorst                | Ropalospora viridis               | kwetsbaar        |
| Kort schorssteeltje           | Chaenotheca hispidula             | kwetsbaar        |
| Lichtend schorssteeltje       | Chaenotheca furfuracea            | kwetsbaar        |
| Lindeschildmos                | Parmelina tiliacea                | kwetsbaar        |
| Melkwitte granietkorst        | Lecidea lactea                    | kwetsbaar        |
| Open speldenkussentje         | Pertusaria hymenea                | kwetsbaar        |
| Purper geweimos               | Pseudevernia furfuracea           | kwetsbaar        |
| Randstapelbekertje            | Cladonia phyllophora              | kwetsbaar        |
| Rood vlekje                   | Arthonia vinosa                   | kwetsbaar        |
| Schubjeszwelmos               | Leptogium imbricatum              | kwetsbaar        |
| Soredieus dambordje           | Aspicilia simoensis               | kwetsbaar        |
| Stoffige schotelkorst         | Lecanora orosthea                 | kwetsbaar        |
| Varkenspootje                 | Cladonia uncialis ssp. biuncialis | kwetsbaar        |
| Veldjesschotelkorst           | Lecanora soralifera               | kwetsbaar        |
| Witgerand grondschubje        | Psora decipiens                   | kwetsbaar        |
| Witte kringkorst              | Pertusaria albescens              | kwetsbaar        |
| Wrattig dambordje             | Aspicilia grisea                  | kwetsbaar        |
| Zwarte grafkorst              | Placynthium nigrum                | kwetsbaar        |
| Zwarte waterstippelkorst      | Verrucaria aquatilis              | kwetsbaar        |
| Zwavelgroene schotelkorst     | Lecanora sulphurea                | kwetsbaar        |
| Behaard schildmos             | Melanelixia subargentifera        | gevoelig         |
| Berijpte spiraalkorst         | Scoliciosporum pruinosum          | gevoelig         |
| Beukenknikker                 | Pyrenula nitida                   | gevoelig         |
| Beukenschotelkorst            | Lecanora hybocarpa                | gevoelig         |
| Blauwe peperkorst             | Rinodina griseosoralifera         | gevoelig         |
| Bleek landkaartmos            | Rhizocarpon petraeum              | gevoelig         |
| Bleekgroene veenkorst         | Trapeliopsis gelatinosa           | gevoelig         |
| Bleke peperkorst              | Rinodina efflorescens             | gevoelig         |
| Bol heidestaartje             | Cladonia peziziformis             | gevoelig         |
| Boomspleetpoederkorst         | Lepraria jackii                   | gevoelig         |
| Boomsuikerkorst               | Fuscidea lightfootii              | gevoelig         |
| Bosbeskorst                   | Fellhaneropsis myrtillicola       | gevoelig         |
| Breed takmos                  | Ramalina canariensis              | gevoelig         |
| Bruin dijkschildmos           | Xanthoparmelia delisei            | gevoelig         |
| Bruin olievlekje              | Porina leptalea                   | gevoelig         |
| Dijkgranietkorst              | Lecidea lapicida                  | gevoelig         |
| Dijkzwelmos                   | Leptogium teretiusculum           | gevoelig         |
| Donkere kalkschotelkorst      | Rinodina calcarea                 | gevoelig         |
| Douglasdruppelkorst           | Fellhanera ochracea               | gevoelig         |
| Eikenschildmos                | Parmelina quercina                | gevoelig         |
| Geelberijpt boomspijkertje    | Calicium adspersum                | gevoelig         |
| Gele dijkkringkorst           | Pertusaria aspergilla             | gevoelig         |
| Geschubd dambordje            | Aspicilia moenium                 | gevoelig         |
| Geschulpte poederkorst        | Lepraria membranacea              | gevoelig         |
| Gespikkelde boskorst          | Mycoporum antecellens             | gevoelig         |
| Gesteeld trosoogje            | Micarea botryoides                | gevoelig         |
| Gestreepte runenkorst         | Enterographa hutchinsiae          | gevoelig         |
| Gewoon schorsmos              | Hypogymnia physodes               | gevoelig         |
| Granietschotelkorst           | Lecanora gangaleoides             | gevoelig         |
| Granietzonnetje               | Caloplaca arenaria                | gevoelig         |
| Grauwe dijkkringkorst         | Pertusaria lactescens             | gevoelig         |
| Grindoogje                    | Micarea lithinella                | gevoelig         |
| Groen schorssteeltje          | Chaenotheca brachypoda            | gevoelig         |
| Groene schotelkorst           | Lecanora conizaeoides             | gevoelig         |
| Grof bekermos                 | Cladonia pyxidata                 | gevoelig         |
| Groot dijkschildmos           | Xanthoparmelia protomatrae        | gevoelig         |
| Grote kalksteenwrat           | Acrocordia salweyi                | gevoelig         |
| Grote runenkorst              | Phaeographis inusta               | gevoelig         |
| Grote zeepkorst               | Placopsis gelida                  | gevoelig         |
| Hardhout-schotelkorst         | Lecanora varia                    | gevoelig         |
| Heidezomerkorst               | Vezdaea acicularis                | gevoelig         |
| Heldere schotelkorst          | Lecanora subaurea                 | gevoelig         |
| Hol takmos                    | Ramalina baltica                  | gevoelig         |
| Hunebedschotelkorst           | Rinodina confragosa               | gevoelig         |
| Hunebedvlekje                 | Fuscidea praeruptorum             | gevoelig         |
| Iepenspikkel                  | Strigula affinis                  | gevoelig         |
| Isidieuze rookkorst           | Catillaria nigroisidiata          | gevoelig         |
| Kalkrozijnenmos               | Lempholemma chalazanum            | gevoelig         |
| Kalkschriftmos                | Opegrapha mougeotii               | gevoelig         |
| Klein purperschaaltje         | Lecidella anomaloides             | gevoelig         |
| Klein schorssteeltje          | Chaenotheca chlorella             | gevoelig         |
| Kleine kalksteenwrat          | Acrocordia conoidea               | gevoelig         |
| Kleine runenkorst             | Arthothelium ruanum               | gevoelig         |
| Kogelschildmos                | Xanthoparmelia tinctina           | gevoelig         |
| Kopspijkertje                 | Cyphelium inquinans               | gevoelig         |
| Koraalblaadje                 | Cladonia parasitica               | gevoelig         |
| Koraalcitroenkorst            | Caloplaca herbidella              | gevoelig         |
| Kustschotelkorst              | Lecanora fugiens                  | gevoelig         |
| Kwartsoogje                   | Micarea lynceola                  | gevoelig         |
| Kwartsschotelkorst            | Lecanora cenisia                  | gevoelig         |
| Leemstippel                   | Geisleria sychnogonoides          | gevoelig         |
| Lipschaduwmos                 | Phaeophyscia endophoenicea        | gevoelig         |
| Lobjesvingermos               | Physcia tribacia                  | gevoelig         |
| Melig kusttakmos              | Ramalina subfarinacea             | gevoelig         |
| Metaaloogje                   | Micarea confusa                   | gevoelig         |
| Muurglimschoteltje            | Lecania cuprea                    | gevoelig         |
| Muurrozijnenmos               | Lempholemma polyanthes            | gevoelig         |
| Netschildmos                  | Parmotrema reticulatum            | gevoelig         |
| Okerbruin schriftmos          | Opegrapha viridis                 | gevoelig         |
| Oosterse granietkorst         | Miriquidica pycnocarpa            | gevoelig         |
| Papilleus schildmos           | Melanohalea exasperata            | gevoelig         |
| Parasietkorst                 | Normandina acroglypta             | gevoelig         |
| Populierenvlekje              | Arthonia excipienda               | gevoelig         |
| Rivierdijkzonnetje            | Caloplaca atroflava               | gevoelig         |
| Rivierknoopjeskorst           | Bacidia trachona                  | gevoelig         |
| Rood boomzonnetje             | Caloplaca ferruginea              | gevoelig         |
| Schaduwknoopjeskorst          | Bacidia fuscoviridis              | gevoelig         |
| Schorshaarschubje             | Agonimia allobata                 | gevoelig         |
| Sierlijk takmos               | Ramalina pollinaria               | gevoelig         |
| Smalsporig boomglimschoteltje | Lecania cyrtellina                | gevoelig         |
| Steenabrikoosjeskorst         | Gyalecta jenensis                 | gevoelig         |
| Steenoogje                    | Micarea bauschiana                | gevoelig         |
| Stekelig vingermos            | Physcia leptalea                  | gevoelig         |
| Sterretjeskorst               | Bagliettoa baldensis              | gevoelig         |
| Tufschotelkorst               | Rinodina bischoffii               | gevoelig         |
| Ulevellenmos                  | Xanthoria ulophyllodes            | gevoelig         |
| Vertakt leermos               | Peltigera extenuata               | gevoelig         |
| Witgerande knoopjeskorst      | Bacidia inundata                  | gevoelig         |
| Witkring                      | Schismatomma cretaceum            | gevoelig         |
| Witte dijkkringkorst          | Pertusaria lactea                 | gevoelig         |
| Witte moskorst                | Thelenella muscorum               | gevoelig         |
| Witte poederkorst             | Lepraria neglecta                 | gevoelig         |
| Worteloogje                   | Micarea myriocarpa                | gevoelig         |
| Zachte kalkstippelkorst       | Verrucaria hochstetteri           | gevoelig         |
| Zinksteenschubje              | Acarospora anomala                | gevoelig         |
| Zwart boomspijkertje          | Calicium glaucellum               | gevoelig         |